# Pygora punctata
Pygora punctata är en skalbaggsart som beskrevs av Oliver Erichson Janson 1925. Pygora punctata ingår i släktet Pygora och familjen Cetoniidae. Inga underarter finns listade i Catalogue of Life.